# Clara van Gool
 (octobre 2018).
Si vous disposez d'ouvrages ou d'articles de référence ou si vous connaissez des sites web de qualité traitant du thème abordé ici, merci de compléter l'article en donnant les références utiles à sa vérifiabilité et en les liant à la section « Notes et références ».
Clara van Gool, née en 1962 à  Amsterdam, est une réalisatrice et scénariste néerlandaise.

## Carrière
Elle fut mariée avec le réalisateur Jos de Putter.

## Filmographie

### Réalisatrice
- 1988 : Reservation
- 1995 : Bitings and Other Effects
- 1996 : Enter Achilles[3]
- 1998 : Nussin
- 2011 : Coup de Grâce[4]
- 2011 : One False Move[5]
- 2015 : Voices Of Finance

### Scénariste
- 2012 : Nol King Ruter de Noud Heerkens[6]